# 日本ユニセフ協会
公益財団法人日本ユニセフ協会（にほんユニセフきょうかい、英語名：Japan Committee for UNICEF）は、東京都港区高輪に本部を置く日本の公益財団法人。別名としてユニセフ日本委員会（ユニセフにほんいいんかい）を用いる。世界34の先進国と地域に存在する「ユニセフ国内委員会（National Committees）」のうちの1つとして、日本の民間向けに国際連合児童基金 （UNICEF）を代表する日本で唯一の組織である。
日本にあるUNICEF東京事務所は、日本ユニセフ協会と別組織である。しかし、日本ユニセフ協会とUNICEF東京事務所は協力関係にあり、協会は個人や企業への窓口、東京事務所は日本政府との交渉の窓口として機能している。東京事務所はこれを「One UNICEF」の関係と表現し、両者は日本向けソーシャルメディアカウントを共同で運営している。

## 概要
日本における「ユニセフ国内委員会」として、世界におけるユニセフの活動を支援するために、日本において寄付募集、広報・啓蒙活動、政策提言協力を行うことを使命としている。
世界の途上国と地域に展開して現地の子供たちの直接支援を行うという組織の目的により、ユニセフの各国支部は日本を含む世界34の先進国と地域（香港）には設置されていない（つまり、UNICEF日本支部は存在しない）が、一方で先進国では各国の民間人に働きかけて資金援助を募る民間団体（NGO）としてユニセフ国内委員会が各国に設置されており、日本では日本ユニセフ協会（UNICEF日本委員会）がそれにあたる。そのため、日本ユニセフ協会と国際連合児童基金（ユニセフ）ニューヨーク本部は組織系統上のつながりはなく、別組織であり、UNICEFの日本支部ではない。
アジア太平洋地域では、先進国として日本と韓国（と香港）に、UNICEF支部の代わりに「ユニセフ国内委員会」が設置されている。そのため民間からの援助とは別に、日本政府と韓国政府向けにUNICEFを代表して資金援助などの交渉をするために必要となるUNICEFの組織が、「ユニセフ東京事務所（UNICEF TOKYO Headquarters office）」として日本の東京に設置されている。これは、UNICEFの組織系統上では「office（支部）」ではなく「Headquarters office（本部）」であり、UNICEFの本部の一つが日本にあるというだけで、途上国に設置されているようなUNICEFの日本支部ではない。実質的な権限はUNICEFニューヨーク本部にあるものの、ユニセフ東京事務所はジュネーブUNICEFヨーロッパ事務所やUNICEFブリュッセル事務所などと同じく、途上国にあるUNICEFの各国支部の上位にあるUNCEF本部の一つであり、民間団体である日本ユニセフ協会や韓国ユニセフ協会とは組織系統上のつながりはないものの、強い協力関係にある。詳細については、別項（UNICEF本部（国際連合児童基金）との関係）に述べる。

### 活動内容
街頭キャンペーン、募金箱、ダイレクトメール等による募金事業や、グリーティングカードなどの販売事業を行っている。また、日本においては、飢餓に苦しむ子どもたちの人権擁護、開発途上国の子どもの人権状況や、国際協力に関する啓発活動、子どもの権利条約締結や児童買春禁止に関する支援活動をおこなう。
協会ビル「ユニセフハウス」において、併設のホール、展示スペース、ミニシアターを使用して活動状況や子どもが置かれている現状について、主に子どもが学習できる場として公開し、広報活動を行っている。また、ショップにて、一部が国際連合児童基金への寄付金となる商品の販売をしている。ユニセフハウス内には元専務理事橋本正（第24・36代厚生大臣橋本龍伍の妻）の名を冠したホールがある。

日本国内では、日本ユニセフ協会への寄付金は税制上の優遇措置があり、寄付金控除として「所得控除」か「税額控除」のどちらかを選択できる。
同協会では、近年、寄付金を活用した相続税対策として、「ユニセフ・相続セミナー」などの遺贈プログラムも展開している。

### 地域組織
日本ユニセフ協会では本部以外にも各地に活動拠点を設置しており、19か所に道府県支部、6か所に友の会、1か所に募金事務局が設立されている。これらの活動拠点を、日本ユニセフ協会では「地域組織」と呼称している。

### 沿革
1949年、当時、日本はユニセフからの支援を受けていた。ユニセフからの要請に基づき、財団法人日本国際連合協会が人員を募集し、支援物資の提供元への礼状を書く作業を始めたのがその起源である。
1950年には財団法人日本国際連合協会から独立し、任意団体日本ユニセフ協会となった。当初は、共同募金の一部をユニセフに送金する運動などを行った。1954年に募金活動を開始。最初の寄付金は、まだユニセフからの支援を受けていた日本への援助に当てられた。
1955年、財団法人となる。
1977年、ユニセフ本部の承認を受け、正式なユニセフ日本委員会となった。
2001年6月、協会ビル「ユニセフハウス」を建設し、本部を同地に移した。
2003年、ユニセフ本部への拠出金が1億ドルに達し、すべての国内委員会の中で最高となった。しかし、2007年はドイツ国内委員会が最高額となり、日本ユニセフ協会拠出額は2位となった。
2007年4月、日野原重明が日本ユニセフ協会大使に就任。 
2011年4月、内閣府の認定を受け、公益財団法人に移行した。

## UNICEF本部（国際連合児童基金）との関係

### UNICEFの組織
UNICEFの支援を必要とする各国には、UNICEFの支部が設置されている（アジアでは、日本と韓国を除く各国に設置されている）。また、それとは別に、各地域への支援を行うUNICEFの支部が地域ごとに存在する（アジアでは「ユニセフ東アジア太平洋地域事務所(UNICEF East Asia and Pacific Regional Office (UNICEF EAPRO)）」として、タイのバンコクに設置されている）。
一方、先進国では、各国にUNICEF支部が存在しない一方で、国連機関であるUNICEF本体からは独立した民間団体としてUNICEFへの民間からの募金を推進する国内委員会が各国に存在する（アジアでは日本、韓国、香港に存在する）。また、UNICEFの代表として、政府との対応などを行うユニセフ本部が各地域にいくつか存在する（ヨーロッパでは、ベルギーに存在してEU各国との交渉を行う「ユニセフ・ブリュッセル事務所」などが存在し、アジアでは、日本政府や韓国政府などとの交渉を行う「ユニセフ東京事務所」が日本に存在する）。
ユニセフ国内委員会は、UNICEF本部の公式サイトで「ユニセフの世界組織の一部分(integral part of UNICEF’s global organization)」と明記されている通り、UNICEFの世界組織の一部分であるが、民間団体（NGO）であり、国連の一部ではない。この組織形態を、UNICEF本部は「UNICEFのユニークな点（unique feature）」だとしている。
日本ユニセフ協会は、この中では「ユニセフ国内委員会」に相当する。

### 日本ユニセフ協会の位置づけ
日本ユニセフ協会は、先進国を中心に34の国と地域で設置されている各国ユニセフ協会（国内委員会）の一つであり、日本におけるユニセフ国内委員会である。UNICEF本部と協力協定を結んでいる団体であり、日本において民間人・民間団体・企業向けにUNICEFを代表する唯一の組織である。
前述のとおり、日本ユニセフ協会は、国際連合児童基金 （UNICEF） の日本支部ではない。また、日本ユニセフ協会は日本における民間協力の窓口として運営されている非政府組織であって、国連機関ではない。
一方日本には、日本ユニセフ協会とは別に、アジア太平洋地域の先進国の各国政府（日本政府や韓国政府など）と拠出金などの交渉を行うUNICEF本部の一つ「ユニセフ東京事務所」が東京に設置されている。こちらはUNICEFの本部・国連機関であり、民間団体である日本ユニセフ協会とは全く別の組織であるが、2組織でTwitterやFacebookを共同運営しているなど非常に関係が深い。（後述）

### 民間団体として国連へ拠出
日本ユニセフ協会は国際連合 (UN) 内の国際連合児童基金（UNICEF）と協力協定を結び、日本からの民間拠出金を取りまとめている、あくまで民間協力の団体である。従って、職員の身分は国際公務員・国家公務員ではなく、団体職員である。
なお、日本ユニセフ協会はUNICEF本部との協定により、もっぱら協会の活動費として用いられる会費の他に、寄付金の一部（上限25%）を協会自身の活動資金やユニセフ活動への広報・啓蒙活動の為に留保しており、留保額を除いた寄付金がUNICEFに拠出されている。

### ユニセフ東京事務所との関係
「国際連合児童基金東京事務所」（ユニセフ東京事務所）は、アジア太平洋地域における先進国の政府（具体的には、日本政府と韓国政府）との直接交渉を行う国際連合児童基金の出先機関である。所在地は日本の国連大学本部と同じ東京都渋谷区神宮前の国連大学ビルである。ユニセフ東京事務所はニューヨークUNICEF本部などと同じUNICEF本部の一つであり、国連機関のため職員は「国際公務員」である。なお、この機関は日本政府及び韓国政府との交渉を主な業務としており、民間からの寄付は直接は受け付けてはいない。日本に於ける民間人・民間団体・民間企業向けのユニセフ募金の受付先は公式に日本ユニセフ協会であり、ユニセフ東京事務所では「募金は、UNICEF東京事務所ではなく、日本ユニセフ協会で受け付けております」との告知を行っている。。
ユニセフ東京事務所は、政府機関の人間をUNICEF本体に紹介する役目を果たすほか、NGOや研究者など民間のパートナーをUNICEF本体とつなげる役割を果たすうえでも、日本ユニセフ協会や韓国ユニセフ協会と密接な協力関係にある。特に日本ユニセフ協会とは「UNICEFinJapan」としてFacebookやTwitterを共同運用しているなど協力関係が大きい。ユニセフ東京事務所によれば、「財団法人日本ユニセフ協会と密接に協力しながら」（日本ユニセフ協会サイトによる）各種の交渉などに当たっていることになっている。ほぼ同一の意味の言及は、ユニセフ公式サイトにもあり、日本ユニセフ協会は、ユニセフ東京事務所の業務の一部にも関わりを持っている。
世界の各地域におかれている「ユニセフ事務所」は、単にその地域の各先進国の政府とニューヨークUNICEF本部をつなぐだけでなく、各国の「ユニセフ国内委員会」に対するUNICEFの渉外窓口としての機能を担っている部分もある。

### なぜ民間団体なのか
なお、先進諸国にUNICEF支部ではなく民間団体の「ユニセフ国内委員会」が設けられているのは、「UNICEF」が本来は途上国の子供の直接支援を目的として設けられている国連機関であり、先進国内向けには主に支援ではなく寄付金収集を目的としている事による。例えば日本も、かつて被災国としてUNICEFの支援を必要とした第二次世界大戦後の一時期（1949年から1964年）には、ニューヨークのUNICEF本部から直接の支援を受けていた（ただし、UNICEFの日本支部は設置されていない。UNICEFは元々は第二次世界大戦の被災国の子供の直接支援を目的として設けられた機関であり、日本もその対象となった）歴史があるが、援助が必要無くなればUNICEFは活動する必要がなくなるため、支部も設置されない。
とはいえ先進国でも、単に政府・民間から寄付を求めるだけでなく、児童虐待など先進国での問題に関して、各国政府に対する直接・あるいは民間を通じたアドヴォカシー（政策提言）を行ったり、ユニセフ自身の啓蒙を行ったりするなどの活動を行う必要が生じることがある。その際は、現地にあるUNICEF本部と、民間団体である「ユニセフ国内委員会」とが共同体制を取る局面が少なくなく、上述の通り、アジア太平洋地域におけるUNICEF本部「ユニセフ東京事務所」と、日本におけるUNICEF国内委員会「日本ユニセフ協会」は、密接な共同体制を取っている。

## 日本ユニセフ協会大使
日本ユニセフ協会が授与する称号として、「日本ユニセフ協会大使」が存在する。1998年4月に歌手のアグネス・チャンを、初の日本ユニセフ協会大使に任命し、広報活動や調査活動を委託していた。2007年4月には医師の日野原重明を、2016年12月にはサッカー選手の長谷部誠を、それぞれ日本ユニセフ協会大使に任命した。
アグネス・チャンは、日本ユニセフ協会大使としての功績が認められ、2016年3月7日、ユニセフの支部であるユニセフ・東アジア太平洋地域事務所が任命する、ユニセフアジア地域大使（正式名称：UNICEF  Regional Ambassador for East Asia and the Pacific  Region）に就任した。日野原は2017年に死去したため、2018年現在の日本ユニセフ協会大使は長谷部誠である。

### UNICEFにおける「日本ユニセフ協会大使」の位置づけ
UNICEFは、UNICEFの広報・募金活動などを推進するためのスポークスパーソン（メッセンジャー）として、「UNICEF親善大使 (Goodwill Ambassador) 」を任命している。UNICEF公認の「親善大使」には大別して「International（国際大使）」「Regional（地域大使）」「National（国内大使）」の3種がある。
1990年代はじめまで数名しか存在しなかったUNICEF親善大使は、すべてユニセフ本部（ニューヨーク）が任命しその活動をサポートしていた。1984年に任命された黒柳徹子はこの一人だったため、現在もユニセフ本部の一つであるユニセフ東京事務所がその活動をサポートしている。しかしユニセフの事業規模の拡大にともない、途上国にあるユニセフの地域事務所(Regional Office)や現地事務所(Country Office)、そして先進国にあるユニセフ国内委員会（ユニセフ協会）が、本部の承認のもと、それぞれの立場でユニセフ親善大使を任命できるようにした。
「ユニセフ日本委員会大使(日本ユニセフ協会大使)」は、このうち「国内大使」にあたる。「UNICEF国内大使」は、各国のユニセフ国内委員会が任命し、ユニセフ本部が承認する。従って、「日本ユニセフ協会大使」である長谷部はUNICEF本部公認の「国内大使」である。UNICEF本部のサイトでは、長谷部の名が「National Ambassador」として明記されている。なお、アグネス・チャンは、ユニセフ地域大使就任以降も、2016年9月現在、ユニセフ本部サイトでは「国内大使」の項目に名前が表示されたままになっている。

### 各「ユニセフ親善大使」の相違点
- 国際大使

日本人では黒柳徹子がこの肩書を持つ。
「国際親善大使」（International Ambassador）は、ユニセフ（国際連合児童基金）本部が直接任命している。黒柳の場合、UNICEF本部の一つであるUNICEF東京事務所がその活動をサポートしている。
- 地域大使

以前は日本ユニセフ協会大使だったアグネス・チャンが、2016年現在この地域大使の一つ「ユニセフ東アジア太平洋地域親善大使」（UNICEF  Regional Ambassador for East Asia and the Pacific  Region）の肩書を持つ。「ユニセフ東アジア太平洋地域親善大使」は、ユニセフの世界7カ国にある地域事務所であるユニセフ・東アジア太平洋地域事務所が任命している。したがって、海外ではユニセフ・東アジア太平洋地域事務所がその活動をサポートし、日本国内ではその代理として日本ユニセフ協会が活動をサポートしている。
- 国内大使

日本人の長谷部誠がこの一つ「ユニセフ日本委員会大使（日本ユニセフ協会大使）」の肩書を持つ。
「ユニセフ日本委員会大使」は、日本ユニセフ協会が任命している。したがって、国内では日本ユニセフ協会がその活動をサポートしている。海外では不明。

## 寄付金の使途
UNICEFの財政は、ホームページでも簡単に紹介されているが、UNICEF本部や日本ユニセフ協会など各国国内委員会の物も含め、UNICEFの活動の全ては毎年「UNICEF Annual Report」として財政を含めて詳細に公開されているため、収入や支出の内訳が完全に解るようになっている。
世界36のユニセフ協会（国内委員会）が集めた寄付金等の収入は、協会の活動費として用いられる会費の他は、ユニセフ本部との協力協定に基づき、一部をその活動費（人材育成・広報・人件費・光熱水費等）やユニセフ活動の啓蒙費等に当てた後、残額がユニセフに拠出される。この方式は他すべてのユニセフ国内委員会で共通の条件であり、特に日本ユニセフ協会に特有のシステムではない。協力協定において、ユニセフ協会の活動実施費用は各協会募金の最大25％までの範囲内で支えるよう定められている。
2007年度は、日本ユニセフ協会は176億5671万円を集め、その81%をユニセフ本部に拠出した。2012年度、ユニセフ募金（161億1,252万円）の81％にあたる130億円をユニセフ本部に拠出し、世界36のユニセフ協会の中で最高額となった。2014年度（2014年1月〜12月期）の169億3,784万2,414円を集め、活動費への割り当ては18.5％で、全ユニセフ協会中で米国に次ぐ金額（138億円）をユニセフ本部に拠出している。
職員数は約40名。役員にいわゆる天下りの公務員が存在するかについては「理事、評議員の中に官庁出身者がおりますが、民間出身で常勤の専務理事を除き、会長以下すべて無給のボランティアとして協力しています。」と説明している。

### 収支報告
公益財団日本ユニセフ協会収支報告によると2010年度収支は
経常収益 18,397,607,401円（一般会計）
【内訳】
- 受取募金 17,169,798,459円
- 受取グリーティングカード募金 1,086,135,047円（個人からの寄付金15,271,385,221円（83.7%）含む）
- 他（雑収益／受取基本財産運用益／受取会費／受取寄付金）

東日本大震災緊急募金は特別会計のため含まず。
支出　経常費用計 18,532,547,944円（一般会計）
【内訳】
- ユニセフ本部拠出金　15,200,000,000円（82%）
- 本部業務分担金 842,114,854円（4.6%）ユニセフ本部と国内委員会が共同で行うキャンペーン分担金
- 管理費（事務運営費・人件費）13,758,860円（0.1%）うち、配賦されている総額の経常費用にしめる割合約2.6%
- 東日本特別会計へ　100,000,000円（0.5%）
- 他事業費　2,376,674,230円（12.8%）

【他事業内訳】
- 募金活動事業費　1,430,298,551円（資料、領収書の作成、郵送、決済システム維持管理、活動報告作成）
- 啓発宣伝事業費　492,850,426円（世界子供白書、ユニセフ年次報告等刊行物の作成配布、ホームページ作成更新、現地報告会やセミナー、シンポジウム開催、広報・アドボカシーキャンペーン等の費用）
- グリーティングカード募金事業費365,175,207円（グリーティングカード、ユニセフグッズの頒布）
- 啓発宣伝支部強化費 78,328,422円（全国26の地域組織による広報、啓発活動関係費）
- 国際協力研修事業費 10,021,624円（国際協力に携わる人材育成にかかる費用）

となっている。

### “ユ偽フ”報道
東日本大震災発生3日後の2011年3月14日、ウェブサイトで緊急募金を呼びかけたが、その告知には「当緊急・復興支援に必要な資金を上回るご協力をいただいた場合には、ユニセフが実施する他国・地域での紛争・自然災害などによる緊急・復興支援に活用させていただくことがありますのでご理解のほど、お願い申し上げます」という但し書きがあった。
このことで「これでは“ユ偽フ”じゃないか」などと批判が殺到した日本ユニセフ協会は、24日に当該ウェブページの但し書きを訂正した。日本へのUNICEFの直接支援は日本が戦災から復興した1964年で終了しており、ユニセフ国内委員会に過ぎない日本ユニセフ協会には募金を集めてUNICEF本部に送る機能しか無く、集めた募金を日本の被災地に回すかどうかを決める権限も、日本の直接支援を行う権限も、日本の直接支援を行うかどうかを決める権限も持たないためと釈明している。

### 黒柳徹子か日本ユニセフ協会か
日本ユニセフ協会へ寄付を行っても全額がユニセフ本部に送金されるわけではなく、ユニセフ親善大使のアグネス・チャンがその活動を通じて利益を得ているという中傷も散見される中、ユニセフ本部が指名任命した黒柳徹子は無報酬で広報活動に従事している。黒柳徹子が「わたくしの場合は、1円も事務費用などをいただかずにユニセフに募金を送っているので、全額を子どものために使うことができます（2012年10月18日）」と表明しており、このことを西村博之が取り上げ、アグネス・チャンへの公開質問という形で「子供のためを思えば、100％をユニセフ本部に送っているユニセフ親善大使の黒柳徹子さんを薦める（一本化する）べきではないでしょうか？（2013年11月14日）」とインターネットで主張している。一方で「広報活動があるからこそ8割のユニセフ本部への金も生まれている。世の中に一定額の募金があってそこから上前をはねているというのとは話がちがう。募金というのは勝手に集まるものじゃない。集める努力をしないと集まらないのだ」という山形浩生などの意見もある。なお、黒柳徹子を介したUNICEF本部への寄付は黒柳徹子が個人の善意としてやっていることであり、ユニセフの公的な募金ルートではないが、ユニセフ東京事務所がその事務処理をサポートしている。アグネス・チャンは黒柳徹子個人が行っている行動について、協会の方針として何らかの公式な回答ができる立場にはないとしている。

### 黒柳徹子を介したUNICEF本部への寄付
民間からのUNICEFへの寄付は、UNICEFの組織の一部であるNGOである各国「UNICEF国内委員会」を通じて行うのがUNICEFの組織の特徴である。一方で、国際ロータリーやデンマーク赤十字社など、UNICEF本部と直接パイプを持つ外部のNGOも存在し、それらを介してUNICEF本部への送金を行うこともできる。
UNICEF本部の活動は、UNICEF本部が毎年「UNICEF Annual Report」で詳細に公開している。その中にはそれらのNGOに交じって「Tetsuko Kuroyanagi, Japan」の名があり、黒柳徹子は「Bill & Melinda Gates Foundation」として記載されているビル・ゲイツなどとともに、個人としてUNICEF本部と直接パイプを持つことが明記されている。なお、黒柳徹子によるUNICEFへの2012年度の寄付は1,249,000ドル（1ドル=80円として約1億円）であると黒柳は公開しており、その内訳は公開されていない。
黒柳への募金総額は、2013年12月に公式サイトにて30年の間に50億円程度であると公表されている。また、ユニセフ公式サイトにも、黒柳が独自に寄付金を集めたことに関する言及がある。ただし、黒柳徹子を介しての送金では領収書は発行されず、日本国内法による税制上の優遇措置（寄附金控除）は得られない。事務費用については「切手を貼ってお礼をお出しすると、その分のお金で子どもたちが救えるので、その分も子どもたちのために使いたいと思っているので、お礼状はお出ししておりません」という黒柳の意向により礼状も送られてこないほどに徹底されている。
なお、黒柳徹子をサポートするユニセフ東京事務所は、日本・韓国両国政府などの政府系パートナーとUNICEFを結ぶ窓口を主な役割としているため、ユニセフの現場でのパートナーとして活動する日本の学術団体・NGO・専門家・個人篤志家などの民間系パートナーをUNICEFニューヨーク本部に紹介するためには、民間への窓口としての役割を果たす日本ユニセフ協会の力を必要とする。日本ユニセフ協会の活動費は、そのためにも支出されているため、日本ユニセフ協会への寄付金の一部が日本ユニセフ協会自身によって使用されるからと言って、必ずしもUNICEF本部にとって無駄に使われているというわけではない。
また、UNICEF本部が日本ユニセフ協会などのUNICEF国内委員会を介して得た資金、あるいは世界各地のUNICEF本部より政府機関を通じて得た資金については、ユニセフ本部の活動費（管理・運営費、設備投資費、特別目的事業費、連携調整費等）として一部が支出されるため、黒柳徹子からUNICEF本部に送金された募金のうち全額が、途上国で活動するユニセフ支部に送金されるわけではない。もちろん、黒柳徹子をサポートするUNICEF本部の一つであるユニセフ東京事務所自身の活動費にも使われるため、日本ユニセフ協会や黒柳からUNICEF本部に送られた募金の一部は、ユニセフ東京事務所を介して黒柳自身の活動のサポートにも使われている。
用途については、「UNICEF Annual Report」に詳細に記述されているほか、実際の活動については日本ユニセフ協会とユニセフ東京事務所の共同Facebookでも現地の写真とともに公開されている。

## 役員
任期は2008年（平成18年）11月30日から2010年（平成20年）11月29日まで。
- 会長 赤松良子（前副会長、会長代行、文京学院大学顧問、元文部大臣、元駐ウルグアイ大使）
- 副会長 東郷良尚 （前専務理事）
- 専務理事 早水研

他、常務理事3名、理事9名
評議員は50名。
- 日本ユニセフ評議員：朝比奈豊毎日新聞社代表取締役社長[63]
  - ほか、秋山耿太郎（朝日新聞社社長）等のマスコミ関係者、麻生渡（全国知事会会長）等の政治家、五十嵐敬一（白洋舍相談役）等の財界人、壷内明（全日本中学校長会会長）等の教育関係者、橋本宏（橋本龍太郎元総理大臣のいとこ、元特命全権大使）、小和田優美子（皇后雅子の母）等の著名人等から構成されている。

## 広告活動
主にBSデジタル放送による民間放送のスポットCMでの展開が中心で、殆どが60秒での制作となっている。
長らく公共公告機構→ACジャパンの支援のもとで制作を行っていたが、ACジャパン側では全国キャンペーンしか60秒のCMを製作しない都合上、当協会による自主製作に移行した。これは、当協会の活動内容をより細かく紹介したいという意向であるからである。

## 日本ユニセフ協会本部への交通
出典
- 品川駅（JR東日本・JR東海・京浜急行電鉄）より徒歩7分
- 都営地下鉄浅草線高輪台駅より徒歩7分